# IC 225
IC 225 est une galaxie elliptique située dans la constellation de la Baleine. 
Elle a été découverte par l'astronome français Stéphane Javelle en 1893. Cette galaxie est peut-être NGC 867 qui a été observée par l'astronome germano-britannique William Herschel le 21 décembre 1783.
Des mesures non basées sur le décalage vers le rouge (redshift) donnent une distance de 18,650 ± 3,182 Mpc (∼60,8 millions d'al), ce qui est à l'intérieur des distances calculées en employant la valeur du décalage.